# Sven Bengtsson (ciselör)
Sven Bengtsson, född 18 november 1843 i Lund, död 5 oktober 1916 i Lund, var en svensk ciselör.
Sven Bengtsson var först timmerman och studerade därefter träsnideri och ornamentbildhuggeri och slutligen metallkonst, inom vilken han, med verkstad i Lund, blev en av Sveriges främste. Sven Bengtssons arbeten finns i flera svenska kyrkor och slott. Ett av hans mer kända arbeten är altaret i Vasakyrkan, Göteborg. Han har också utfört den stora örnen på John Ericssons mausoleum i Filipstad. Sven Bengtsson utförde även porträttskulpturer och har även förfärdigat skulpturer och fat med mera i bränd lera.